# Arvo Pert
Arvo Pert (est. Arvo Pärt, rođen 11. septembra 1935; Estonski izgovor: [ˈɑrvo ˈpært]) estonski je kompozitor klasične i duhovne muzike.Od kraja 1970ih, Pert je stvarao u minimalističkom stilu i njegove kompozicije su čuvene po kompozicionoj tehnici tintinabuli, koju je sam razvio. Njegova muzika je delom inspirisana Gregorijanskim crkvenim pesmama.
Inostrani član Srpske akademije nauka od 5. novembra 2009.

## Život
Pert je rođen u mestu Paide u Estoniji, i odrastao je sa majkom i očuhom u gradu Rakvere na severu Estonije. Počeo je da eksperimentiše sa visokim i niskim notama, jer je srednji registar porodičnog klavira bio uništen. Prve ozbiljne studije muzike započeo je 1954. u Talinskoj srednjoj muzičkoj školi, koju je nakon manje od godinu dana privremeno napustio zbog vojne službe, ali je u vojnom orkestru nastavio da svira obou i perkusije. Na Talinskom Konzervatoriumu je studirao kompoziciju kod profesora Heino Elera. Kao student, stvarao je muziku za film i pozorište. Tokom 1950ih je takođe završio svoju prvu vokalnu kompoziciju, kantatu "Meie aed" ("Naš vrt") za dečiji hor i orkestar. Diplomirao je 1963. Između 1957 i 1967, radio je kao muzički producent na Estonskom radiju.
Iako je kritikovan od strane Tihona Krenikova 1962, zbog toga što je pod "stranim uticajem" koritio serijalizam u svom delu "Nekrolog" (1960), devet meseci kasnije je osvojio prvu nagradu među 1200 radova na takmičenju Zajednice Društva Kompozitora, što je svedočilo o nemogućnosti sovjetskog režima da se složi oko toga šta je dozvoljeno. 1970tih je više proučavao srednjovekovnu i renesansnu muziku, nego što se fokusirao na svoj stvaralački rad. Otprilike u isto vreme se preobratio iz Luteranizma u Rusku Pravoslavnu veru.
1980ih, nakon duže borbe sa Sovjetskim zvaničnicima, bilo mu je dozvoljeno da sa svojom ženom i dva sina emigrira. Najpre je živeo u Beču, gde je dobio austrijsko državljanstvo, te se 1981. preselio u Berlin. Vratio se u Estoniju početkom 21. veka, i trenutno živi u Berlinu i Talinu. Tečno govori nemački i ima nemačko državljanstvo od 1981. godine.

## Muzički razvoj
Poznata Pertova dela su "Kantus u sećanje Bendžaminu Britnu" za gudački orkestar i zvona (1977) i gudački kvintet "Fratres I" (1977, prerađen 1983), koje je transkribovao za gudački orkestar i perkusije; solo violinu "Fratres II"; kao i ansambl za čelo "Fratres III" (oba iz 1980). Pert se često svrstava kao pripadnik minimalističke škole, preciznije mističnog minimalizma ili svetog minimalizma. Smatra se pionirom svetog minimalizma, zajedno sa svojim savremenicima Henrikom Goreckim i Džonom Tavenerom. Iako je njegova slava isprva počivala na instrumentalnim radovima kao što su "Tabula Rasa" i "Spiegel im Spiegel", njegove kompozicije za hor su takođe veoma poštovane.
Pertovo muzičko obrazovanje je počelo kada je imao sedam godina. Išao je u muzičku školu u gradu Rakvere, gde je porodica živela. Već kao tinejdžer je pisao svoje kompozicije. Dok je studirao kompoziciju kod Heina Elera na Talinskom Konzervatorijumu 1957, govorilo se za njega da "jednostavno protrese svoje rukave, i note ispadaju iz njih".
U ovom periodu estonske istorije, Pert nije imao mogućnost da dođe u kontakt sa mnogim muzičkim uticajima van Sovjetskog Saveza, osim par ilegalnih kaseta i snimaka. Iako je Estonija bila nezavisna Baltička država u vreme Pertovog rođenja, Sovjeti su 1940ih okupirali državu kao rezultat Sovjetsko-nacističkog Molotov-Ribentrop pakta, te je Estonija ostala pod Sovjetskom dominacijom narednu 51 godinu, osim za vreme trogodišnjeg perioda Nemačke ratne okupacije.

## Kompozicija
Pertova dela su generalno podeljena u dva perioda. Svoja rana dela je komponovao koristeći različite neo-klasične stilove pod uticajem Šostakoviča, Prokofjevog i Bartoka. Onda je počeo da komponuje koristeći Šenbergovu dvanaesto-tonalnu tehniku i serijalizam. Međutim, ovo se nije dopadalo Sovjetskim zvaničnicima, i istovremeno nije bilo stvaralački kreativno. Kada su Sovjetski cenzori zabranili rane radove, Pert je ušao u prvi od svojih nekoliko perioda kontemplativne tišine, tokom kojih je proučavao horsku muziku iz 14. i 16. veka. U ovom kontekstu Pertov biograf Pol Hilier primetio je da je on "dostigao poziciju potpunog očaja u kom je muzička kompozicija delovala kao najuzaludniji gest, i nedostajalo mu je vere u muziku i volje da napiše čak i jednu jedinu notu.
Duh rane Evropske polifonije primetan je u Pertovoj tranzicionoj kompoziciji "Treća Simfonija" (1971); nakon koje se posvetio ranoj muzici, ponovo istražujući korene zapadnjačke muzike. Istraživao je horsko pevanje, Gregorijansku duhovnu muziku i nastanak polifonije u evropskoj renesansi.
Muzika koja je nastajala nakon ovog perioda je bila drastično drugačija. Novi period u komponovanju uključuje dela "Fratres", "Kantus u sećanje Bendžaminu Britnu" i "Tabula Rasa". Pert opisuje muziku ovog perioda kao tintinabulasto zvonjenje zvona. "Spiegel im Spiegel" (1978) je poznato delo koje je korišćeno u mnogim filmovima. Muziku karakterišu jednostavne harmonije, često same note ili trijade, koje čine osnovu zapadnjačke harmonije. To podseća na zvonjenje zvona. Dela stvorena tehnikom tintinabuli su ritmički jednostavna i ne menja im se tempo. Sledeća karakteristika Pertovog kasnijeg opusa su sveti tekstovi, najčešće na latinskom ili crkveno-slovenskom jeziku koji se koristi u pravoslavnim liturgijama umesto estonskog jezika. Velika dela koja su inspirisana religijskim tekstovima uključuju "Pasje Svetog Jovana", "Te Deum" i "Litanija". Horska dela iz ovog perioda uključuju "Magnifikat" i "Beatitudes".
Stiv Rajh je napisao o Pertovoj popularnosti: "Čak i u Estoniji, Arvo je ostavljao isti utisak koji smo svi doživljavali... Volim njegovu muziku i volim to što je toliko hrabar i talentovan čovek... Potpuno je van zeitgeista i istovremeno je enormno popularan, što je toliko inspirativno. Njegova muzika ispunjava duboku ljudsku potrebu koja nema ništa siča modom." Pertova muzika je dobila pažnju javnosti na zapadu zahvaljujući Manfredu Ajheru koji je snimio nekoliko Pertovih kompozicija za ECM Rekords 1984.
Pozvan od strane Voltera Finka, Pert je 15. kompozitor koji je učestvovao na godišnjem Komponistenporträt of the Rheingau muzičkom festivalu 2005, na četiri koncerta. Kamerna muzika uključuje dela "Für Alina" za klavir, koji je sam svirao, "Spiegel im Spiegel" i "Psalom" za gudački kvartet. Kamerni orkestar Bavarskog radijskog simfonijskog orkestra svirao je njegova dela "Trisagion", "Fratres" i "Kantus" zajedno sa Bahovim delima. Hor vindsbaških dečaka i solisti Sibila Rubens, Ingeborg Danz, Markus Šafer i Klaus Mertens izvodili su "Magnifikat" i "Collage über B-A-C-H" zajedno sa dve Bahove i jednom Mendelsonovom kantatom.
Hiliard Ansambl, organista Kristofer Bauesrs-Brodbent, Rostok Motet Hor i Hiliard instrumentalni ansambl, pod dirigentskom palicom Markusa Johanesa Langera, izveli su program Pertove muzike za organ i vokalne kompozicije (neke a capella), uključujući "Pari Intevallo", "De profundis" i "Miserere". Nova kompozicija, "Za Lenarta", napisana u sećanje estonskom predsedniku Lenartu Meriju, svirana je na Merijevoj sahrani 2.4.2006.
Kao odgovor na ubistvo ruske novinarke Ane Politkovskaje u Moskvi 7.10.2006, Pert je izjavio da će sva njegova dela izvođena u 2006. i 2007. biti u čast njene smrti: "Ana Politkovskaja je čitav svoj talenat, energiju i, na kraju, svoj život, posvetila spašavanju života ljudi koji su postali žrtve nasilja u Rusiji".
Pert je proglašen za počasnog kopozitora RTÉ Living muzičkog festivala 2008. u Dablinu u Irskoj. Takođe je pozvan od strane Louth savremenog muzičkog društva da komponue novo horsko delo zasnovano na "Svetom Patriku Oklopniku", koje je imalo premijeru 2008. u Lutu, u Irskoj. Novo delo je nazvao "Plač jelena". To je prvo delo stvoreno za Irsku, i imalo je svoj debi u Drogedi i Dandlaku u Februaru 2008.
Pertova simfonija iz 2008. "Los Anđeles" je posvećena Mihailu Kodorkovskom. To je Pertova prva simfonija napisana nakon Simfonije br. 3, iz 1971. Premijerno je izvedena u Los Anđelesu, u Kaliforniji, u Volt Dizni koncertnoj sali 10.1.2009,[18] i bila je nominovana za nagradu Gremi za Najbolju savremenu klasičnu kompoziciju.
10.12.2011, Pert je izabran za člana Pontificijalnog Saveta za Kulturu, na petogodišnji obnovljivi mandat, od strane Pape Benedikta XVI.

## Nagrade
- 1991 - Počasni član Švedske kraljevske muzičke akademije[2]
- 1996 – Američka Akademja Umetnosti, Departman za Muziku[2]
- 1996 – Počasni Doktor Muzike, Univerzitet u Sidneju[2]
- 1998 – Počasni Doktor Umetnosti, Univerzitet u Tartuu[2]
- 2000 - Herder Prize, Nemačka[2]
- 2001 - počasni član Royal Academy of Sciences, Letters and Fine Arts of Belgium[2]
- 2003 - počasni doktorat National University of General San Martín, Argentina[2]
- 2003 – Počasni Doktor Muzike, Univerzitet Duram[2]
- 2007 - počasni doktorat Univerziteta u Frajburgu[2]
- 2007 и 2014 - dve nagrade Gremi[2]
- 2008 – Léonie Sonning Muzička Nagrada[2]
- 2009 – Strani član, Srpska akademija nauka i umetnosti[2]
- 2010 – Počasni Doktor Muzike, Univerzitet Sv Endrus[2]
- 2011 – Kavaljer (Vitez) Francuske Legije Časti[2]
- 2011 – Članstvo u Pontificijalnom Savetu Kulture[2]
- 2012 - počasni doktorat Univerziteta u Luganu[2]
- 2013 - Archon of Ekumenskog Patrijarhata
- 2014 - počasni doktorat Pravoslavne bogoslovske akademije Svetog Vladimira[2]
- 2015 - „Cross of Merit First Class“, Estonska evangelističko-luteranska crkva[2]
- 2016 - počasni doktorat Univerziteta Oksford[2]
- 2017 - Ratzinger Prize, Vatikan[2]
- 2018 - počasni doktorat Univerziteta „Frederik Šopen”[2]

## Internacionalni centar
Internacionalni Arvo Pert Centar nalazi se u estonskom selu Laulsma.Centar uključuje istraživački institut, edukativni i muzički centar, muzej, izdavačku kuću i arhivu Pertovih dela.

## Literatura
- Hillier Paul. (1997). Arvo Pärt. Oxford : Oxford University Press. 10- 978-0-19-816616-0; 13- 978-0-19-816616-0 (paper)
- Andrew Shenton (Ed.), The Cambridge Companion to Arvo Pärt (Cambridge: Cambridge University Press, 2012).
- Chikinda, Michael (2011). "Pärt's Evolving Tintinnabuli Style". Perspectives of New Music 49, no. 1 (Winter): 182–206.
- Pärt, Arvo (author) – Crow, Robert (translator). Arvo Pärt in Conversation (Dalkey Archive Press, 2012). 182 pp.

## Spoljašnje veze
- [http://www.universaledition.com/Arvo-Paert/composers-and-works/composer/534
- Biografija na sajtu SANU[мртва веза]